# Josh Koroma
Josh Koroma, nato Joshua Abdulai Koroma (Southwark, 8 novembre 1998), è un calciatore sierraleonese con cittadinanza britannica, attaccante dell'Huddersfield Town.

## Carriera

### Club
Cresciuto nel settore giovanile del Leyton Orient, debutta in prima squadra il 9 aprile 2016 in occasione dell'incontro di Football League Two perso 3-0 contro il Barnet.
Il 21 giugno 2019 viene acquistato a titolo definitivo dall'Huddersfield Town.

### Nazionale
Di doppia nazionalità a causa dei genitori, entrambi della Sierra Leone, il 10 giugno 2024 fa il suo esordio con la nazionale sierraleonese nella gara pareggiata 2-2 contro il Burkina Faso.

## Statistiche

### Presenze e reti nei club
Statistiche aggiornate al 12 luglio 2024.
| Stagione                 | Squadra                  | Campionato               | Campionato | Campionato | Coppe nazionali | Coppe nazionali | Coppe nazionali | Coppe continentali | Coppe continentali | Coppe continentali | Altre coppe | Altre coppe | Altre coppe | Totale | Totale |
| Stagione                 | Squadra                  | Comp                     | Pres       | Reti       | Comp            | Pres            | Reti            | Comp               | Pres               | Reti               | Comp        | Pres        | Reti        | Pres   | Reti   |
| ------------------------ | ------------------------ | ------------------------ | ---------- | ---------- | --------------- | --------------- | --------------- | ------------------ | ------------------ | ------------------ | ----------- | ----------- | ----------- | ------ | ------ |
| 2015-2016                | Leyton Orient            | FL2                      | 3          | 0          | FACup+CdL       | 0               | 0               |                    | -                  | -                  | EFL Trophy  | 0           | 0           | 3      | 0      |
| 2016-2017                | Leyton Orient            | FL2                      | 22         | 3          | FACup+CdL       | 0               | 0               |                    | -                  | -                  | EFL Trophy  | 2           | 0           | 24     | 3      |
| 2017-2018                | Leyton Orient            | NAT                      | 31         | 4          | FACup           | 0               | 0               |                    | -                  | -                  | FA Trophy   | 3           | 2           | 34     | 6      |
| 2018-2019                | Leyton Orient            | NAT                      | 39         | 11         | FACup           | 1               | 0               |                    | -                  | -                  | FA Trophy   | 5           | 0           | 45     | 11     |
| Totale Leyton Orient     | Totale Leyton Orient     | Totale Leyton Orient     | 95         | 18         |                 | 1               | 0               |                    | -                  | -                  |             | 10          | 2           | 106    | 20     |
| 2019-gen. 2020           | Huddersfield Town        | FLC                      | 7          | 0          | FACup+CdL       | 1+1             | 0               |                    | -                  | -                  |             | -           | -           | 9      | 0      |
| gen.-giu. 2020           | Rotherham Utd            | FL1                      | 5          | 0          | FACup+CdL       | 0               | 0               |                    | -                  | -                  | EFL Trophy  | 0           | 0           | 5      | 0      |
| 2020-2021                | Huddersfield Town        | FLC                      | 20         | 8          | FACup+CdL       | 0+1             | 0               |                    | -                  | -                  |             | -           | -           | 21     | 8      |
| 2021-2022                | Huddersfield Town        | FLC                      | 34         | 4          | FACup+CdL       | 2+2             | 1               |                    | -                  | -                  |             | -           | -           | 38     | 5      |
| 2022-gen. 2023           | Portsmouth               | FL1                      | 16         | 2          | FACup           | 3               | 0               |                    | -                  | -                  | FLT         | 5           | 3           | 24     | 5      |
| gen.-giu. 2023           | Huddersfield Town        | FLC                      | 19         | 4          | FACup+CdL       | 0+1             | 0               |                    | -                  | -                  |             | -           | -           | 20     | 4      |
| 2023-2024                | Huddersfield Town        | FLC                      | 39         | 6          | FACup+CdL       | 1               | 0               |                    | -                  | -                  |             | -           | -           | 40     | 6      |
| Totale Huddersfield Town | Totale Huddersfield Town | Totale Huddersfield Town | 119        | 22         |                 | 9               | 1               |                    | -                  | -                  |             | -           | -           | 128    | 23     |
| Totale carriera          | Totale carriera          | Totale carriera          | 235        | 42         |                 | 13              | 1               |                    | -                  | -                  |             | 15          | 5           | 263    | 48     |

### Cronologia presenze e reti in nazionale
| Cronologia completa delle presenze e delle reti in nazionale ― Sierra Leone | Cronologia completa delle presenze e delle reti in nazionale ― Sierra Leone | Cronologia completa delle presenze e delle reti in nazionale ― Sierra Leone | Cronologia completa delle presenze e delle reti in nazionale ― Sierra Leone | Cronologia completa delle presenze e delle reti in nazionale ― Sierra Leone | Cronologia completa delle presenze e delle reti in nazionale ― Sierra Leone | Cronologia completa delle presenze e delle reti in nazionale ― Sierra Leone | Cronologia completa delle presenze e delle reti in nazionale ― Sierra Leone |
| Data                                                                        | Città                                                                       | In casa                                                                     | Risultato                                                                   | Ospiti                                                                      | Competizione                                                                | Reti                                                                        | Note                                                                        |
| --------------------------------------------------------------------------- | --------------------------------------------------------------------------- | --------------------------------------------------------------------------- | --------------------------------------------------------------------------- | --------------------------------------------------------------------------- | --------------------------------------------------------------------------- | --------------------------------------------------------------------------- | --------------------------------------------------------------------------- |
| 10-6-2024                                                                   | Bamako                                                                      | Burkina Faso                                                                | 2 – 2                                                                       | Sierra Leone                                                                | Qual. Mondiali 2026                                                         | -                                                                           | 78’                                                                         |
| 6-9-2024                                                                    | Monrovia                                                                    | Sierra Leone                                                                | 0 – 0                                                                       | Ciad                                                                        | Qual. Coppa d'Africa 2025                                                   | -                                                                           | 34’ 65’                                                                     |
| 13-11-2024                                                                  | Abidjan                                                                     | Ciad                                                                        | 1 – 1                                                                       | Sierra Leone                                                                | Qual. Coppa d'Africa 2025                                                   | -                                                                           | 76’                                                                         |
| Totale                                                                      |                                                                             | Presenze                                                                    | 3                                                                           |                                                                             | Reti                                                                        | 0                                                                           |                                                                             |

## Palmarès

### Club

#### Competizioni nazionali
- National League: 1

Leyton Orient: 2018-2019